# Thomas Gage
General Thomas Gage (10. marec 1718/19 – 2. april 1787) je bil general britanske vojske in kolonialni birokrat, najbolj znan po svojih dolgoletnih službah v Severni Ameriki, vključno z vlogo vrhovnega poveljnika britanskih oboroženih sil v zgodnjih dneh ameriške revolucije. 
Služil je skupaj z George Wahingtonom v francoski in indijanski vojni.
Thomas Gage je 20. februarja 1773 guvernerju Louisiane, Luisu de Unzaga y Amézaga 'le Conciliateurju', že sporočil svojo namero, da se z družino vrne v Združeno kraljestvo, kar se je zgodilo 4 mesece pozneje, junija. Zato Gage ni bil prisoten, ko je decembra istega leta potekala Bostonska čajanka, mesto, v katerem sta Gage in Unzaga pustila zaupnike, da bi obveščali njuna vohunska omrežja.
Zaradi velikih izgub v začetnih spopadih ameriške revolucije v bitki pri Lexingtonu in Concordu ter bitki pri Bunker Hillu in izgubi Bostona ga je na mestu vrhovnega poveljnika britanskih oboroženih sil  zamenjal William Howe.

## Zapiski
- Alden, John R (1948). General Gage in America. Baton Rouge, Louisiana: Louisiana State University Press. ISBN 978-0-8371-2264-9. OCLC 181362.
- Anderson, Fred (2000). Crucible of War: The Seven Years' War and the Fate of Empire in British North America, 1754–1766. New York: Alfred Knopf. ISBN 978-0-375-40642-3. OCLC 237426391.
- Billias, George Athan (1969). George Washington's Opponents. New York: William Morrow. OCLC 11709.
- Burke, Sir Bernard; Burke, Ashworth P (1914). General and Heraldic Dictionary of the Peerage and Baronetage. London: Burke's Peerage Limited. OCLC 2790692.
- Dowd, Gregory Evans (2002). War under Heaven: Pontiac, the Indian Nations, & the British Empire. Baltimore, Maryland: Johns Hopkins University Press. ISBN 0-8018-7079-8. OCLC 464447070. ISBN 0-8018-7892-6 (paperback).
- Fischer, David Hackett (1995). Paul Revere's Ride. New York: Oxford University Press. ISBN 0-19-509831-5. OCLC 28418785.
- Hinman, Bonnie (2002). Thomas Gage: British General (paperback izd.). Philadelphia: Chelsea House. ISBN 0-7910-6385-2. OCLC 427185274.
- Ketchum, Richard (1999). Decisive Day: The Battle of Bunker Hill. New York: Owl Books. ISBN 0-385-41897-3. OCLC 24147566. (Paperback: ISBN 0-8050-6099-5)
- Sheppard, Ruth (2006). Empires Collide: The French and Indian War 1754–63. Oxford and New York: Osprey. ISBN 978-1-84603-089-5. OCLC 74811470.
- Shy, John (1990). A People Numerous and Armed: Reflections on the Military Struggle for American Independence. Ann Arbor, Michigan: University of Michigan Press. ISBN 978-0-472-09431-8. OCLC 156898252.
- Stark, James Henry (1907). The Loyalists of Massachusetts and the Other Side of the American Revolution. Boston: J. H. Stark. OCLC 1655711.
- Stephen, Leslie, ur. (1889). »Gage, Thomas (1721–1787)« . Dictionary of National Biography (v angleščini). Zv. 20. London: Smith, Elder & Co. OCLC 2763972.
- Collections of the New York Historical Society for the Year 1883. New York: New York Historical Society. 1884. OCLC 1605190.